# Sabacon satoikioi
Sabacon satoikioi is een hooiwagen uit de familie Sabaconidae.